# Anágárika
Az anágárika (páli: anāgārika/ā; szó szerint: "otthontalan") a théraváda buddhizmusban az a személy, aki feladta minden világi tulajdonát és megvált a kötelezettségeitől, hogy kizárólag a buddhista útnak szentelhesse az életét. Ez egyfajta köztes státusz a teljes avatású szerzetes és a világi személy között. Az anágárika-időszak idejére a nyolc fogadalmat követik, amely szólhat akár egész életre is. Az anágárikák általában fehér öltözetet viselnek az általuk követett hagyománytól függően. Egyes hagyományokban az anágárikák avatásának meghatározott formája van, más hagyományokban pl. csupán jeles napokon teszik le a nyolc fogadalmat.
A szerzeteseknek és az apácáknak szükségük van világi követőkre, hívekre, mivel a rendszabályzat, a Vinaja nem teszi lehetővé például pénz birtoklását és használatát, a gépjárművezetést, a főzést stb. A világi gyakorlók segítenek ellátni minden ilyen tevékenységet. Az anágárikák abban különböznek a világiaktól, hogy ők teljes egészében elkötelezték magukat a Három Ékesség – páli: Tiratana – mellett, és általában a ruházatuk is eltér a laikusokétól. Legtöbbször kolostorban élnek, és gyakran az a szándékuk, hogy később szerzetes vagy apáca legyen belőlük. Egyes kolostorokban az upaszampadá, azaz az ún. magasabb avatás előfeltétele, melynek révén teljes jogú szerzetes lesz valakiből, hogy előbb meghatározott időt, gyakran egy évet, anágárikaként töltsenek, majd essenek át az ún. pabbaddzsá-n, azaz a szerzetesnövedék-avatáson, és számanéraként – szerzetesnövendékként – is töltsenek meghatározott időt a Rendben.
Az anágárikák nyolc, a szerzetesnövendékek tíz fogadalmat (szíla) tesznek.

## Külső hivatkozások
- "Monastic: Training," Archiválva 2021. augusztus 9-i dátummal a Wayback Machine-ben from "BuddhaMind Info"
- "Anagarika Life," from "Abhayagiri Monastery"